# 沙尔蒂扎克
沙尔蒂扎克（法語：Chartuzac，法語發音：[ʃaʁtyzak]）是法国滨海夏朗德省的一个市镇，位于该省东南部，属于容扎克区。

## 地理
沙尔蒂扎克（45°20'21"N, 0°25'4"W）面积2.38 平方千米，位于法国新阿基坦大区滨海夏朗德省，该省份为法国西部滨海省份，北起旺代省，西临大西洋，南至吉倫特省，东南接多爾多涅省，东北接德塞夫勒省接壤，东临夏朗德省。
与沙尔蒂扎克接壤的市镇（或旧市镇、城区）包括：库村、鲁菲尼亚克、蒂热拉圣莫里克。

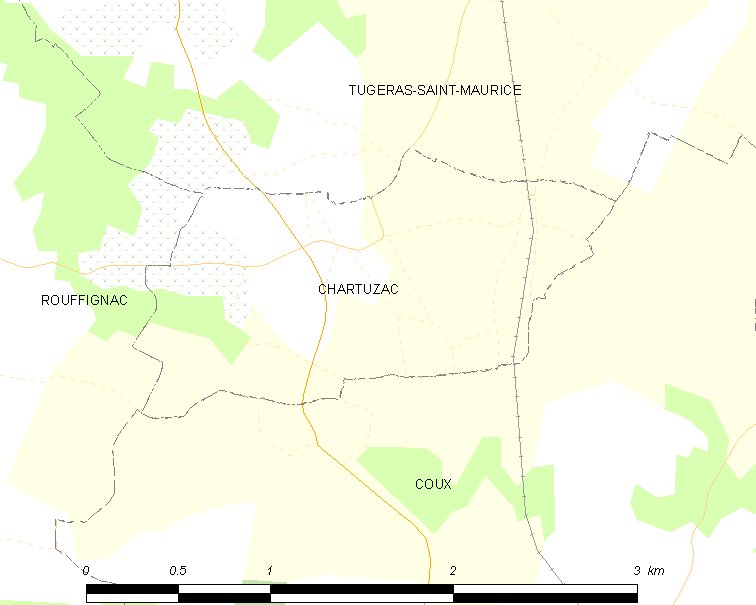
沙尔蒂扎克的OSM定位图

沙尔蒂扎克的时区为UTC+01:00、UTC+02:00（夏令时）。

## 行政
沙尔蒂扎克的邮政编码为17130，INSEE市镇编码为17092。

## 政治
沙尔蒂扎克所属的省级选区为三山县。

## 人口

1962-2008年间沙尔蒂扎克人口变化图示

沙尔蒂扎克于2022年1月1日时的人口数量为164人。